# Sis dies de Barcelona
Els Sis dies de Barcelona era una cursa de ciclisme en pista, de la modalitat de sis dies, que es disputava al Pavelló de l'Esport de Barcelona. Només es van realitzar les edicions del 1952 i 1953.

## Palmarès
| Any  | Primers                             | Segons                      | Tercers                              |
| ---- | ----------------------------------- | --------------------------- | ------------------------------------ |
| 1952 | Cor Bakker · Henk Lakeman           | Hans Preiskeit · Otto Ziege | Maurice Depauw · Ernest Thyssen      |
| 1953 | Miquel Poblet · Ferdinando Terruzzi | Jean Roth · Walter Bücher   | Alfred Esmatges · Francesc Tarragona |